# Disciphania tessmannii
Disciphania tessmannii är en tvåhjärtbladig växtart som beskrevs av Friedrich Ludwig Diels. Disciphania tessmannii ingår i släktet Disciphania och familjen Menispermaceae. Inga underarter finns listade i Catalogue of Life.